# Иван Коларов
Иван Коларов е български музикант и композитор.

## Биография и творчество
Иван Коларов е роден на 23 октомври 1948 г. в Бургас. От малък свири на цигулка. Първата си песен „Чайка“ пише на 13 години. Като ученик в Бургаския техникум по индустриална химия заедно с Иван Даракчиев създават първата в града рок-група „Корали“. В нея през годините преминават Георги Найденов и Симеон Събев – вокал, Велихриз Неделчев – ударни, Вълко Дойчев, Яким Якимов, Тома Томов, Владо Кавалджиев, Иван Белчев – китари, Ованес Мекенян – йоника. Заедно с песните на Бийтълс, Елвис Пресли, Анимълс, Адамо, групата изпълнява и собствени песни, най-известните от които са „Бургаски вечери“, „Отворено писмо до моите приятели“ и „Реплика през рамо“ – т. Ваньо Ванев, „Бургаско момче“ – т. Георги Найденов, „Сбогом, приятелю“, „Корали“ и „На скалите“ – т. Тодор Цветков, – т. „Старата песничка“ – т. Ваньо Вълчев. Музиката на всички песни е написана от Иван Коларов. 
Особено място в творчеството на Иван заемат песните по текстове на Пеньо Пенев – „Поръчение“, Лястовички“, „Жребий“ изпълнени от най-верните негови приятели Гого и Ева Найденови. Иван Коларов работи интензивно в театъра. Негова музика е звучала в спектаклите на всички бургаски професионални и самодейни театри, на сцените на театрите във Варна, Сливен, Пазарджик и София. В някои от спектаклите песните са повече от 10. „Престъпление на острова на козите“, „Процесът“, „Прерията“, „Прекрасната от Амхърст“ са постановки оставили ярка диря в историята на театрите, в които са играни. Предпочитани режисьори са неговите близки приятели Димитър Еленов и Симеон Димитров.
Иван Коларов загива на 22 декември 1987 г. Намерен е прострелян на работното си място в Металургичния комбинат – Дебелт. Официалното следствие приключва с версия „самоубийство по лични причини“.  Оставени са без разследване версиите „убийство“ и най-вероятната – „самоубийство по непредпазливост“.
През 2000 г. Иван Коларов е избран за почетен гражданин на гр. Бургас. 